# 가모정 (가고시마현)
가모 정(일본어: 蒲生町)은 일본 가고시마현 중앙부에 있던 아이라군의 정이다. 2010년 3월 23일에 같은 아이라 군의 아이라정·가지키정과 합병해 아이라시가 성립했다.

## 지리
가고시마현의 중앙부, 가고시마시로부터 북쪽으로 약 15km 떨어진 곳에 위치하는 내륙의 정이다. 동서 약 11.7km, 남북 약 15.0km이고 서쪽으로 좁아지는 삼각형이다.
북서쪽의 사쓰마센다이시와의 경계에는 400m에서 500m정도의 산이 늘어서있고 센다이 강과 벳푸 강의 분수계를 이루고 있다. 일부 사쓰마센다이 시쪽에서 흘러드는 작은 하천도 있지만 대개 이 사쓰마센다이 시와의 경계 부근의 산에서 발원한 강이 가모 정내를 흘러 점차 합류해 벳푸 강을 형성해 아이라 정쪽으로 흘러서 아이라 정과 가지키 정의 경계에서 가고시마 만으로 흘러 들어가고 있다. 정의 북부·서부는 산간지대이고 대부분이 삼림 지대이며 인공림이 많아 골짜기나 분지에 취락과 전답이 형성되어 있다. 남동부의 아이라 정과의 경계 부근은 벳푸 강에 의해서 형성된 고도가 낮은 평지여서 여기에 가모 정의 중심 시가지가 형성되어 있다.

### 인접한 자치체
- 가고시마시
- 사쓰마센다이시
- 아이라군 아이라정

## 역사
- 1889년 4월 1일 - 정촌제 시행에 아이라군 가모 촌이 성립하였다.
- 1928년 11월 1일 - 정으로 승격해 가모 정이 되었다.
- 2010년 3월 23일 - 아이라정, 가지키정과 합병해 아이라시가 성립하였다.

## 경제
에도 시대 초기에 미야노 성의 영주로 사쓰마번의 가로를 하고 있던 시마즈 히사미치가 식산흥업 정책의 일환으로서 가모의 지질이 삼림의 육성에 적절하고 강을 이용한 수운이 편리한 것 때문에 조림 사업을 실시했다. 이것에 의해 가모 삼나무를 중심으로 하는 임업이 발달했다. 또 무가의 부업으로서 제지업을 장려해, 가모 와지의 생산이 활발하게 되었다.

## 참고 문헌
- 角川日本地名大辞典編纂委員会,『角川日本地名大辞典 鹿児島県』1983, 角川書店